# 15469 Ohmura
15469 Ohmura (1999 BC) là một tiểu hành tinh vành đai chính được phát hiện ngày 16 tháng 1 năm 1999 bởi T. Kobayashi ở Oizumi.